# Det lille Teater Flensborg
Det lille Teater Flensborg (deutsch Das kleine Theater in Flensburg) ist eine Theaterbühne der dänischen Minderheit in Flensburg. Das 1966 gegründete Theater ist dem dänischen Jugendverband SdU angeschlossen.

## SpielstätteHjemmet
Spielstätte ist das denkmalgeschützte Gebäude Hjemmet (Heimat) an der Marienstraße Nr. 20. Das Haus ließ ein Arzt 1840 dicht an der früheren Stadtmauer errichten. Vermutlich stand auf dem Hügel vorher das Marientor, eine Turmburg der Flensburger Stadtbefestigung. Bis 1906 bezog hier Jens Jessen, Chefredakteur und Verleger der Flensborg Avis, sein Winterquartier. Gleich nebenan wurde von 1909 bis 1910 der Burghof errichtet. Nach der Volksabstimmung in Schleswig 1920 war das Hjemmet bis 1923 der erste Sitz der dänischen Duborg-Skolen, die damals noch eine Realschule war.
Danach stand es wieder der Jugend- und Vereinsarbeit offen, während Tourneetheater sporadisch im Borgerforeningen auftraten. 1966 gründete eine Gruppe engagierter Laiendarsteller den Theaterverein Det lille Teater Flensborg und bezog seinen Sitz im Hjemmet. 1978 wurden die Theaterräume umgestaltet und eine neue größere Bühne konnte in Betrieb genommen werden. Eine weitere Renovierung fand in den Jahren 2008 und 2009 statt.

## Programm
Das Angebot umfasst Sprech- und Musiktheater. Neben dem Schauspiel hat sich seit 1980 das Puppentheater Det lille Dukketeater (Das kleine Puppentheater) etabliert und ist inzwischen zu einem festen Bestandteil des Theaterbetriebes geworden. Eine Kabarettgruppe ist 2006 aufgelöst worden. Neben dem dänischen Amateurtheater in der Marienstraße finden auch an mehreren Orten in Südschleswig mehrmals im Jahr Gastspiele größerer dänischer Bühnen statt.